# Élection présidentielle mongole de 2017
L'élection présidentielle mongole de 2017 se déroule les 26 juin et 7 juillet 2017.
Pour la première fois dans le pays, un deuxième tour est nécessaire pour départager les deux candidats arrivés en tête, aucun n'ayant remporté la majorité au premier tour. Khaltmaagiyn Battulga du Parti démocrate l'emporte au second tour sur Miyeegombyn Enkhbold avec 50,61 % des suffrages. L'élection passe très près d'être annulée selon la loi électorale mongole qui prend en compte les votes blancs, Battulga n'obtenant la majorité qu'avec moins de 8000 voix.

## Système électoral
Le président est directement élu par les citoyens de Mongolie au scrutin uninominal majoritaire à deux tours pour un mandat de quatre ans renouvelable une seule fois.
Cependant, seuls les partis politiques représentés au parlement, le Grand Khoural d'État peuvent soumettre des candidats. Par la suite, le président élu doit démissionner de tout parti politique avant son investiture, car il représente l'unité du peuple.
Le président peut être destitué par le parlement s'il est reconnu coupable par la majorité des deux tiers de ses membres d'abuser de ses pouvoirs ou d'avoir violé son serment.
Les élections présidentielles mongoles ont la particularité de tenir réellement compte des votes blancs, en tant que votes valides entrant en compte dans le décompte des voix et de leur pourcentage (articles 97.9 et 99.2 de la loi électorale mongole). Or, un candidat devant réunir la majorité absolue des suffrages (50% +1 voix) pour être élu, il est possible qu' aucun candidat n'atteigne le seuil requis, même au second tour. Un tel résultat conduit alors à la tenue de nouvelles élections (article 8.6.2) pour laquelle l'ensemble des partis doivent présenter des nouveaux candidats,.

## Entre deux tours
Les résultats du premier tour révèlent une nette cassure entre le vote rural, que se partagent le MAN et le MAKN, et la capitale Ulaan Bator, largement acquise au AN.
Pour la première fois lors d'une élection présidentielle mongole, un second tour est nécessaire. Cette situation inédite met en lumière le manque de précisions de la loi électorale, pourtant jugée globalement adéquate par l'OSCE. L'absence de règles explicites sur la campagne entre les deux tours, interprétées comme une interdiction par la Commission Générale des Election (CGE), rend particulièrement confuse la situation. Les candidats se tournent alors vers une campagne de porte à porte. Le candidat du MAN profite selon les observateurs de sa fonction de président du parlement, jouant sur le flou entre ses deux positions.
L'entre deux tours est marqué par des appels au vote blanc soutenus officiellement par le MAKN afin qu'aucun des deux candidats ne recueille de majorité absolue, invalidant ainsi l'élection et forçant à un nouveau scrutin. La CGE qualifie alors ces appels au vote blanc de campagne électorale, par conséquent légalement interdite.

### Contestation
Arrivée en troisième place en manquant le second tour de 1 849 voix, Sainkhuugiin Ganbaatar refuse de reconnaitre les résultats, affirmant que des fraudes ont eu lieu et que plus de 35 000 bulletins ont été ajoutés au total. Son parti, le MAKN exige un recompte des voix dans la circonscription de Bayan-Ölgii. Le recompte a lieu en presence d'observateurs et valide les résultats initiaux.

## Résultats
| Candidats              | Candidats              | Parti                  | Premier tour | Premier tour | Second tour | Second tour |
| Candidats              | Candidats              | Parti                  | Voix         | %            | Voix        | %           |
| ---------------------- | ---------------------- | ---------------------- | ------------ | ------------ | ----------- | ----------- |
|                        | Khaltmaagiyn Battulga  | AN                     | 517 478      | 38,11        | 611 226     | 50,61       |
|                        | Miyeegombyn Enkhbold   | MAN                    | 411 748      | 30,32        | 497 067     | 41,16       |
|                        | Sainkhüügiin Ganbaatar | MAKN                   | 409 899      | 30,19        |             |             |
|                        | Vote blanc             | Vote blanc             | 18 663       | 1,37         | 99 494      | 8,23        |
|                        |                        |                        |              |              |             |             |
| Suffrages exprimés     | Suffrages exprimés     | Suffrages exprimés     | 1 320 462    | 98,63        | 1 108 293   | 91,77       |
| Vote blanc             | Vote blanc             | Vote blanc             | 18 663       | 1,37         | 99 494      | 8,23        |
| Total                  | Total                  | Total                  | 1 339 125    | 100          | 1 207 787   | 100         |
| Abstention             | Abstention             | Abstention             | 649 766      | 31,73        | 783 010     | 39,33       |
| Inscrits/Participation | Inscrits/Participation | Inscrits/Participation | 1 988 891    | 68,27        | 1 990 797   | 60,67       |

### Répartition des voix au second tour
Khaltmaagiyn Battulga dépasse la majorité absolue de 7 332 voix, ce qui lui permet de remporter de justesse l'élection et d'éviter un nouveau scrutin.
| Khaltmaagiyn Battulga 50,61 % |  | Vote blanc 8,23 % |  | Miyeegombyn Enkhbold 41,16 % |
| ▲                             |  |                   |  |                              |
| Majorité absolue              |  |                   |  |                              |